# Martinić
Martinić is een plaats in de gemeente Mali Bukovec in de Kroatische provincie Varaždin. De plaats telt 160 inwoners (2001).